# Ryan Graves
Ryan Graves, född 21 maj 1995, är en kanadensisk professionell ishockeyback som spelar för Pittsburgh Penguins i National Hockey League (NHL). Graves draftades av New York Rangers som 110:e totalt vid NHL Entry Draft 2013. Han har tidigare spelat för Colorado Avalanche och New Jersey Devils.

## Statistik

### Klubbkarriär
| 2010–11    | South Shore Mustangs    | NSMMHL     | 32  | 5  | 7  | 12  | 58  | 5  | 0 | 6 | 6  | 8  |
| 2010–11    | Yarmouth Mariners       | MJAHL      | 1   | 0  | 0  | 0   | 2   | 3  | 0 | 0 | 0  | 2  |
| 2011–12    | P.E.I. Rocket           | QMJHL      | 62  | 2  | 7  | 9   | 34  | —  | — | — | —  | —  |
| 2012–13    | P.E.I. Rocket           | QMJHL      | 68  | 3  | 13 | 16  | 90  | 6  | 0 | 0 | 0  | 6  |
| 2013–14    | Charlottetown Islanders | QMJHL      | 39  | 3  | 9  | 12  | 52  | —  | — | — | —  | —  |
| 2013–14    | Val-d'Or Foreurs        | QMJHL      | 26  | 2  | 8  | 10  | 16  | 24 | 1 | 7 | 8  | 24 |
| 2014–15    | Quebec Remparts         | QMJHL      | 50  | 15 | 24 | 39  | 49  | 21 | 5 | 6 | 11 | 25 |
| 2015–16    | Hartford Wolf Pack      | AHL        | 74  | 9  | 12 | 21  | 53  | —  | — | — | —  | —  |
| 2016–17    | Hartford Wolf Pack      | AHL        | 76  | 8  | 22 | 30  | 69  | —  | — | — | —  | —  |
| 2017–18    | Hartford Wolf Pack      | AHL        | 57  | 4  | 7  | 11  | 66  | —  | — | — | —  | —  |
| 2017–18    | San Antonio Rampage     | AHL        | 21  | 1  | 5  | 6   | 7   | —  | — | — | —  | —  |
| 2018–19    | Colorado Eagles         | AHL        | 32  | 2  | 7  | 9   | 26  | —  | — | — | —  | —  |
| 2018–19    | Colorado Avalanche      | NHL        | 26  | 3  | 2  | 5   | 2   | —  | — | — | —  | —  |
| 2019–20    | Colorado Avalanche      | NHL        | 69  | 9  | 17 | 26  | 45  | 15 | 1 | 2 | 3  | 6  |
| 2020–21    | Colorado Avalanche      | NHL        | 54  | 2  | 13 | 15  | 55  | 10 | 1 | 5 | 6  | 10 |
| 2021–22    | New Jersey Devils       | NHL        | 75  | 6  | 22 | 28  | 24  | –  | – | – | –  | –  |
| 2022–23    | New Jersey Devils       | NHL        | 78  | 8  | 18 | 26  | 28  | 10 | 0 | 1 | 1  | 4  |
| 2023–24    | Pittsburgh Penguins     | NHL        | 70  | 3  | 11 | 14  | 30  | —  | — | — | —  | —  |
| NHL totalt | NHL totalt              | NHL totalt | 372 | 31 | 83 | 114 | 184 | 35 | 2 | 8 | 10 | 20 |

### Internationellt
| År            | Lag             | Turnering     | Resultat      |    | Matcher | Mål | Assist | Poäng | Utv |
| ------------- | --------------- | ------------- | ------------- | -- | ------- | --- | ------ | ----- | --- |
| 2012          | Canada Atlantic | U17           | 7:a           | 5  | 0       | 0   | 0      | 2     |     |
| 2022          | Kanada          | VM            | 2             | 10 | 2       | 5   | 7      | 0     |     |
| Junior totalt | Junior totalt   | Junior totalt | Junior totalt | 5  | 0       | 0   | 0      | 2     |     |
| Senior totalt | Senior totalt   | Senior totalt | Senior totalt | 10 | 2       | 5   | 7      | 0     |     |

## Meriter och utmärkelser
| Merit                      | År   |
| -------------------------- | ---- |
| NSMMHL                     |      |
| Rookie Defenseman Award    | 2011 |
| CHL                        |      |
| Memorial Cup All-Star Team | 2015 |
| AHL                        |      |
| All-Star Game              | 2016 |